# Robert Chartoff
Robert Irwin Chartoff (New York, 26 augustus 1933 – Santa Monica, 10 juni 2015) was een Amerikaans filmproducent. In 1977 won hij met de boksfilm Rocky (1976) de Oscar voor beste film.

## Biografie
Robert Chartoff werd in 1933 geboren als zoon van Bessie en William Chartoff. Hij groeide op in een joods gezin. In 1955 studeerde hij af aan Union College in Schenectady (New York), waarna hij twee jaar rechten studeerde aan Columbia University.
Na zijn studies richtte Chartoff een eigen advocatenkantoor op dat gespecialiseerd was in de juridische begeleiding van artiesten. Op die manier leerde hij in de jaren 1960 filmproducent Irwin Winkler kennen. In 1965 richtten de twee het productiebedrijf Chartoff-Winkler Productions op.
De samenwerking van Chartoff en Winkler leidde tot succesvolle filmproducties als The Mechanic (1972), New York, New York (1977), Raging Bull (1980) en The Right Stuff (1983). In 1977 won het duo met de boksfilm Rocky (1976) de Oscar voor beste film.
In 2015 overleed Chartoff in Santa Monica aan alvleesklierkanker.

## Prijzen en nominaties
| Prijs         | Categorie  | Film                   | Uitslag     |
| ------------- | ---------- | ---------------------- | ----------- |
| Academy Award | Beste film | Rocky (1976)           | Gewonnen    |
| Academy Award | Beste film | Raging Bull (1980)     | Genomineerd |
| Academy Award | Beste film | The Right Stuff (1983) | Genomineerd |